# Bill Barretta
Bill Barretta est un acteur, marionnettiste et producteur américain, né le 19 juin 1964 à Yardley, Pennsylvanie (États-Unis). Plus ponctuellement, il est réalisateur et scénariste.

## Biographie
Bill Barretta est l'un des principaux marionnettistes des Muppets.

## Filmographie

### Comme acteur
- 1994 : It's Not Easy Being Green (vidéo) : Swedish Chef (manipulation et voix)
- 1994 : Muppet Classic Theater (vidéo) : personnages additionnels
- 1994 : Animal Show (série TV) : Armstrong
- 1995 : Meurtre à Alcatraz (Murder in the First) de Marc Rocco : l'homme dans la rue
- 1995 : Drôle de singe (Born to Be Wild) de John Gray : Gorilla Team
- 1995 : Mr. Willowby's Christmas Tree (en) (TV) (voix)
- 1996 : L'Île au trésor des Muppets : Clueless Morgan / Blind Pew (hands) / Dr Teeth (uncredited) / Pirate (uncredited) / Pig (uncredited) / Rowlf (uncredited) / Skulls (uncredited) / Swedish Chef (uncredited) / Black Eyed Pea (manipulation et voix)
- 1998 : B.R.A.T.S. of the Lost Nebula (série TV) (voix)
- 1999 : Les Muppets dans l'espace (Muppets from Space) : Pepe the Prawn / Bobo as Rentro / Johnny Fiama / Bubba the Rat / Cosmic Fish #2 / Dr Teeth / Rowlf (manipulation et voix)
- 1999 : Elmo au pays des grincheux (The Adventures of Elmo in Grouchland) : personnages Muppet additionnels (manipulation et voix)
- 2001 : Jack et le Haricot magique (Jack and the Beanstalk: The Real Story) (TV) : Thunderdell
- 2002 : Kermit, les années têtard (vidéo) : Croaker, Horace D' Fly, Roy the Frog, Turtle #2 (manipulation et voix)
- 2002 : Joyeux Muppet Show de Noël (It's a Very Merry Muppet Christmas Movie) (TV) : Pepe the King Prawn / Dr Teeth / Rowlf the Dog / Swedish Chef / Johnny Fiama / Bobo the Bear / Howard / Lew Zealand (manipulation et voix)
- 2005 : Le Magicien d'Oz des Muppets (TV) : Pepe the King Prawn / Dr Teeth / Johnny Fiama / Lew Zealand / Rowlf / Swedish Chef (manipulation et voix)
- 2005 : Statler and Waldorf : From the Balcony (en) (série TV) : Pepe the Prawn / Johnny Fiama / Rowlf / Swedish Chef / Bobo the Bear (manipulation et voix)
- 2005 : Kermit : A Frog's Life (vidéo) : Pepe the King Prawn (manipulation et voix)
- 2011 : Les Muppets, le retour (The Muppets) (voix)
- 2018 : Carnage chez les Puppets (The Happytime Murders) de Brian Henson : Phil Philips (voix)

### Comme producteur
- 2002 : Joyeux Muppet Show de Noël (TV)